# ويليام الكسندر كون
ويليام الكسندر كون هو سياسي أمريكي، ولد في 1814، وتوفي في 4 يناير 1903. انتخب عضو مجلس ولاية كاليفورنيا ‏ وانتخب عضو جمعية ولاية كاليفورنيا ‏.